# Thorsten Sellin
Johan Thorsten Sellin (Örnsköldsvik, 26 de outubro de 1896 — New Hampshire, 17 de setembro de 1994) foi um sociólogo e criminólogo da Universidade da Pensilvânia, considerado um dos pioneiros da criminologia científica.

## Biografia

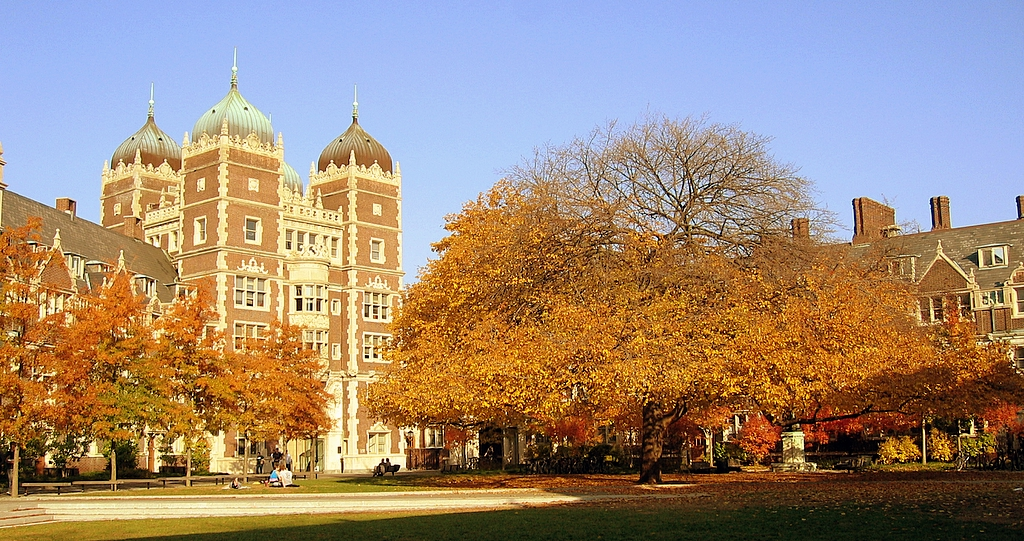
Campus da Universidade da Pensilvânia.

### Vida acadêmica
Sellin completou seus primeiros anos de estudo na Suécia, onde morou até 1913, quando, com sua família, emigrou para o Canadá. Quase que imediatamente, o jovem foi para os Estados Unidos, e iniciou seu bacharelado pelo Augustana College, em Illinois. Após terminar seu bacharelado em artes em apenas três semestres, sua família se mudou para a Filadélfia, onde Sellin iniciou seu mestrado em sociologia pela Universidade da Pensilvânia, completando-o aos vinte anos de idade.
Por 20 anos, continuou seus estudos na Universidade de Minnesota, enquanto lecionava em Minneapolis, retornando para a Filadélfia em 1920 para completar seu doutorado, o que o fez em 1922, novamente pela Universidade da Pensilvânia. Sellin lecionou nesta universidade até se aposentar em 1967, tendo se tornando professor titular em 1930. Também serviu como presidente do departamento de sociologia entre 1945 e 1959, e foi professor visitante em várias universidades, como a  Universidade de Princeton, a Universidade da Califórnia, e a Universidade de Oxford, entre outras.

### Atuação política
Através de sua posição como editor do periódico bimestral da Academia Americana de Ciência Política e Social, Sellin iniciou sua atuação política em 1929. Teve grande influência nacional e internacional, atuando como secretário geral da Comissão Internacional Penal e Penitenciária, em Berna, entre 1949 e 1951, e como presidente da Sociedade Internacional da Criminologia entre 1956 e 1965. Foi um ferrenho opositor da pena de morte, argumentando que ela não traria benefícios para a segurança pública, uma vez que pesquisas realizadas por ele para o FBI e para o United States Census Bureau não mostraram correlação entre esta punição e a criminalidade.
No dia 17 de setembro de 1994, Sellin sofreu uma parada cardíaca, e faleceu em sua casa, em New Hampshire.

## Pensamento
A base de sua teoria criminológica foi descrita no livro Conflito Cultural e Crime (1938), mas o autor escreveu mais de uma dezena de obras, das quais também se destacam Memorando de Pesquisa sobre o Crime na Depressão (1937), O Código de Proteção: uma proposta sueca (1957), A Pena de Morte (1959) e Delinquência em uma coorte de nascimentos (1972, em co-autoria com Martin Wolfgang e Robert Figlio). Com base nos conceitos fornecidos por Edwin Sutherland e Mortimer Adler em conjunto com Jerome Michael, Sellin definiu criminologia como todo conhecimento acerca dos crimes, sua repressão e prevenção, podendo abarcar uma mistura de informações sobre leis, ciência, ética social e administração pública. Seria, portanto, uma ciência composta por várias ciências, incluindo a medicina, a psicologia, a psiquiatria, o direito e a sociologia.
Seu trabalho foi elaborado com metodologia rigorosa baseada na estatística, motivo pelo qual foi frequentemente chamado para trabalhar com orgãos governamentais, como o FBI e o Census Bureau. Ao longo de sua obra, discute a importância da seleção no momento da coleta de dados e da imaginação para criação de hipóteses, não surgidas a partir do nada (inválidas), mas fundadas na observação, trabalho e contato com os dados colhidos. Também ressalta o catáter quantitativo dos dados para que se possa trabalhar com situações de forma comparativa. Porém, deixa claro que a mera faceta estatística não é suficiente para que se possa analisá-los corretamente: é necessário ter proficiência com dados a serem manipulados, sendo o cuidado quando da sua coleta especialmente importante (Por exemplo: dados coletados por outros pesquisadores ou órgãos administrativos não são recomendáveis).

### Uma abordagem sociológica ao estudo das causas do crime

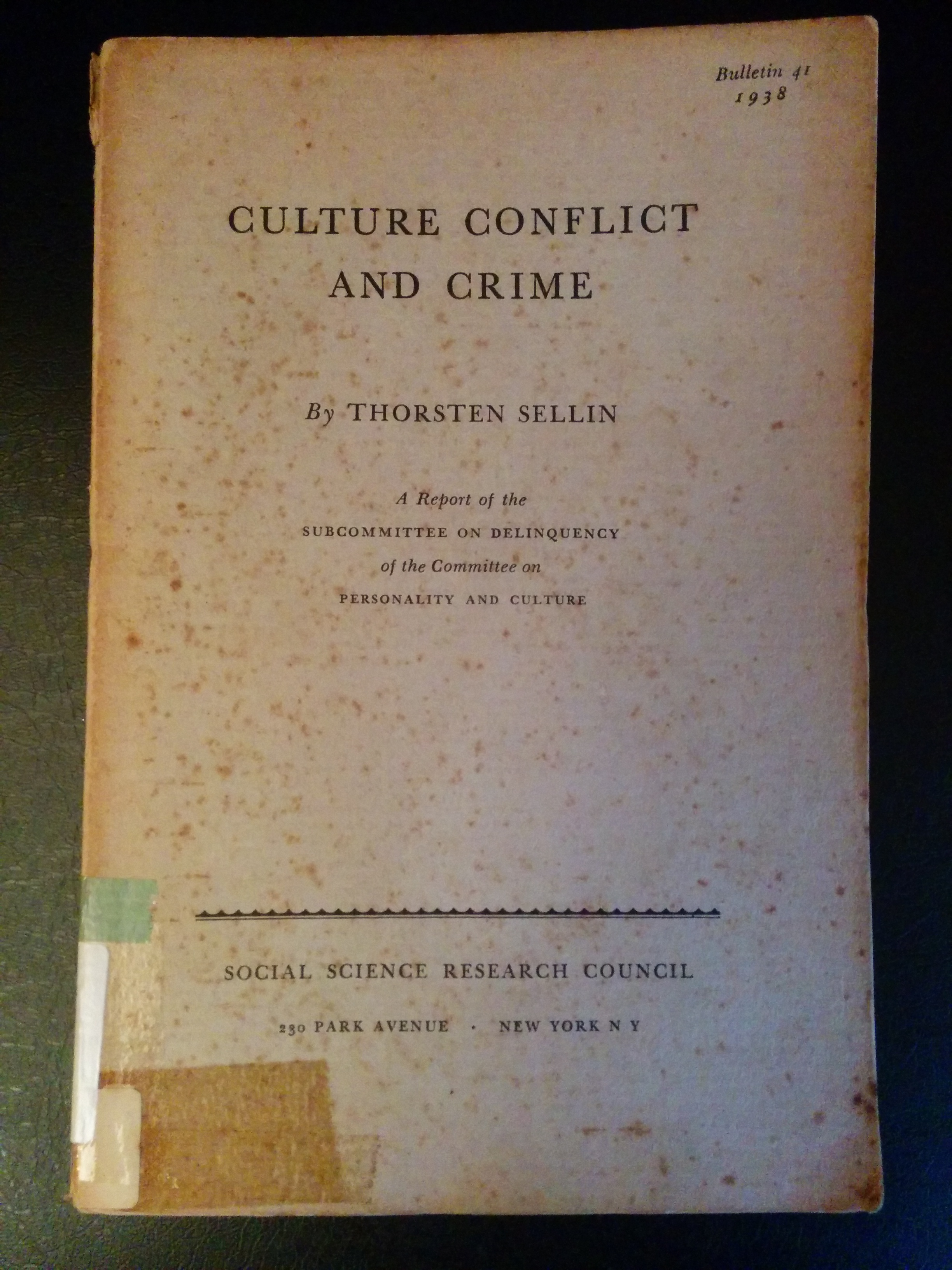
Livro Conflito Cultural e Crime (1938), de Thorsten Sellin

Para Sellin, a causa do crime se traduz nos antecedentes ou condições necessárias à conduta criminal. De acordo com ele, a formação da personalidade se dá a partir da incorporação de elementos culturais, por meio de uma capacidade biológica de receber, adaptar e processar conhecimento sobre o indivíduo e sua relação com outros. Essa capacidade biológica atua em mão dupla: ao mesmo tempo em que processa a influência cultural externa na pessoa, também determina como essa personalidade se expressará e influenciará o meio social. As normas penais estão ligadas à expressão da cultura do grupo dominante, de modo a perpetuar tais visões de mundo e a manutenção do status quo. Em uma sociedade heterogênea, quando o grupo dominante tenta estender sua influência sobre outros, as minorias naturalmente adotam uma postura defensiva, criando conflitos entre subgrupos que desobedecem estas normas.
Para contornar este problema, Sellin propõe uma análise não com base nas normais penais, que são claramente não científicas e enviasados, mas sim em normas de conduta, que, argumenta ele, são normas surgidas através da cristalização das determinações de um grupo normativo a um determinado indivíduo, a depender de sua posição no grupo e a situação concreta em que se encontra. Essas normas não se confundem com as jurídicas, mas também impõem sanções que variam conforme os valores caros ao grupo. É importante ressaltar, ainda, que há ocasiões em que um determinado indivíduo, pertencente a mais de um grupo, vê as normas de conduta de um dos meios que integra conflitar com as do outro.
Normas de conduta são muito mais difíceis de identificar que as jurídicas, uma vez que não estão positivadas e são criadas por uma grande gama de grupos normativos paralelos e concorrentes. Nesse ensejo, o autor indica duas possíveis classificações:
- A primeira é pelo grau de resistência potencial, ou seja, pelo nível da sanção: quanto maior esse grau de resistência, maior é a vontade do grupo de tutelar determinado valor.
- A segunda remete ao tipo da norma de conduta, relacionado ao valor social ao qual está atrelada (exemplo: crimes patrimoniais, crimes contra a vida, crimes contra a honra, etc.) e ao grupo/autoridade/instituição social do qual emanam essas normas.

Sellin propõe uma interação entre essas duas classificações, que serviria para descrever as relações entre normas legais (como uma subdivisão das normas de conduta) e as próprias normas de conduta, internamente dentro destes grupos, levando em conta a interdependencia das normas e de outros fenômenos culturais. A aplicação prática disso reside na análise de normas legais e suas violações enquanto emanação das normas de conduta do grupo dominante que impõe a extensão e manutenção de seus valores a outros grupos. Ele emana normas cujo significado é determinado socialmente. Cada indivíduo, contudo, é dotado de personalidade, que influencia interpretações individuais desses significados. Esses elementos personalísticos e individualizadores, quando isolados, configuram padrões, que permite alcançar conclusões como: “se uma pessoa do tipo A é posicionada numa situação concreta B, pode-se esperar que ela viole as normas que governam aquela ocasião da vida”.
A variação da resistência de um grupo à conduta de um indivíduo divide-se de acordo com algumas classificações feitas por Sellin:
1. A norma do grupo não compõe elemento da personalidade do indivíduo. Não há sentimento de resistência do grupo por parte desse indivíduo, seja por que ele tem dificuldade de receber informações (doenças mentais, por exemplo) ou por que ele desenvolveu seus traços de personalidade a partir de outros grupos culturais que não o que ele se insere no momento da conduta.
2. Violação acidental da norma: embora o indivíduo conheça a norma, as circunstâncias do fato a que ela diz respeito não poderiam ter qualquer controle sobre sua conduta. A questão do sentimento individual de resistência do grupo sequer é considerada.
3. A personalidade do indivíduo foi composta por diferentes grupos e, portanto, se vê regrada por diferentes normas que regem uma mesma situação. Tais normas, por vezes contrárias umas às outras, conflitam. Nesse caso, opera a norma emanada do grupo que mais influenciou a formação da personalidade. Falamos aqui de sentimento de resistência de grupo reduzido.
4. Quando o indivíduo internalizou apenas uma norma, referente uma situação particular da vida, observamos a resistência plena do grupo.

Ao elaborar a classificação acima, o autor aponta uma falha principal: ela não leva em conta a sensação, o sentimento (feeling), numa acepção interna à pessoa, acerca da reprobabilidade de determinada conduta. Não considera como o autor da conduta se sente sobre a norma, apenas se ele sabe ou não dela. Assim, deve-se observar: (i) o potencial de resistência do grupo, (ii) a incorporação da norma enquanto elemento da personalidade e (iii) os freios emocionais relacionados a essa norma. Desse modo, seria possível prever que se uma pessoa do tipo A é posicionada numa situação concreta B, pode-se esperar determinado comportamento dela.

### O conflito entre normas de conduta

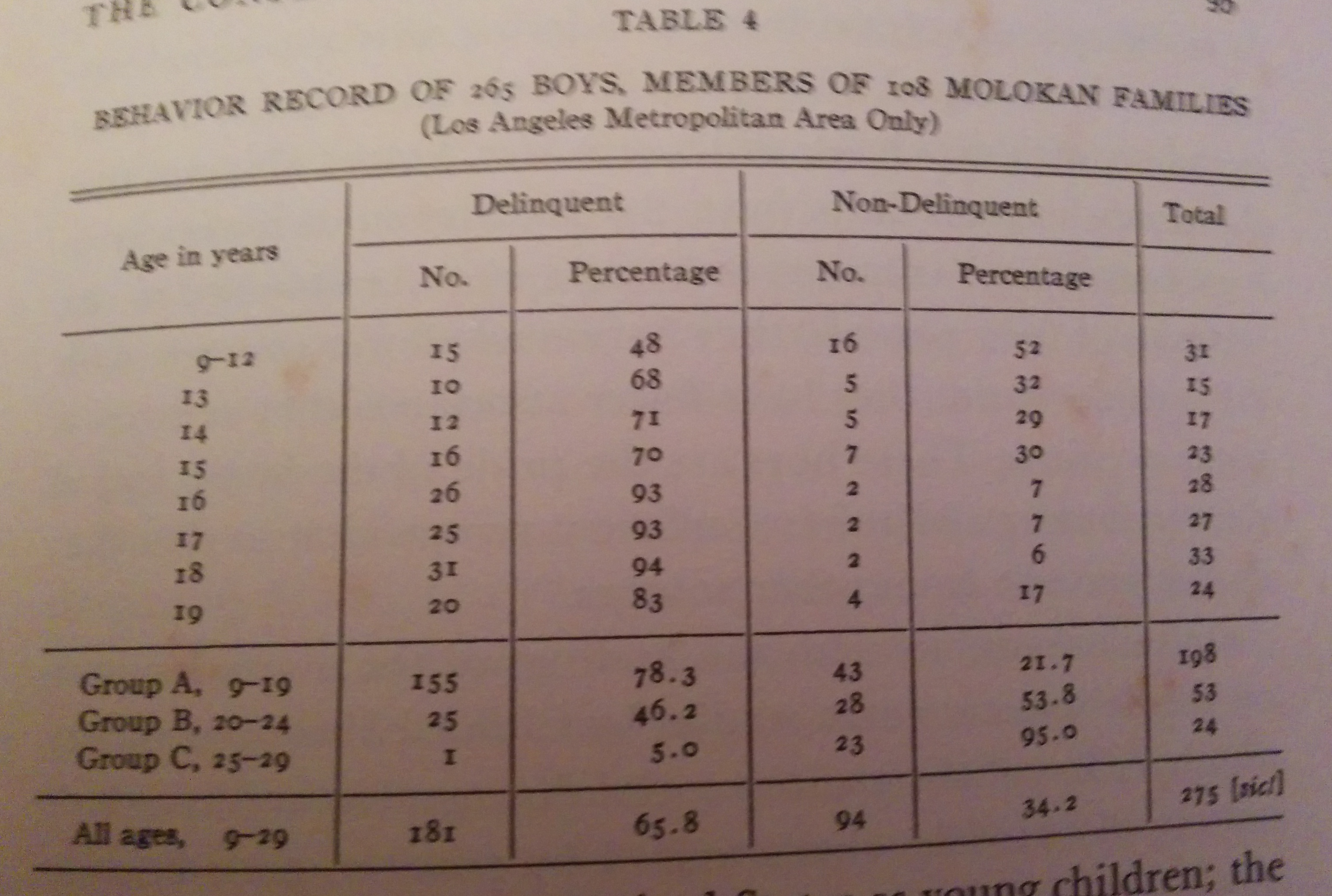
Porcentagem de delinquentes por idade em um sub-grupo

Na sociedade pós-industrial, há uma multiplicidade de grupos sociais, interesses competitivos, relações interpessoais parcamente definidas,  confusão de normas e uma vasta extensão de agências de controle impessoais arquitetadas para impor e reforçar regras com crescente abstinência de peso moral. Esse cenário é criador de conflitos normativos, nos quais “não importa qual a resposta do indivíduo a determinada situação, ele estará violando as normas de algum dos grupos sociais envolvidos”. Estes conflitos culturais são causados por contato entre grupos distintos e subjugação de um por outro, com a transformação de uma cultura homogênea e integrada em uma heterogênea e despida de coesão. O conflito cultural interno (mental) se contrasta com o externo (opera exclusivamente pelo choque cultural de códigos normativos), uma vez que o conflito cultural pode ser estudado tanto como conflito mental quanto como conflito de códigos culturais. O criminologista vai naturalmente tender a se concentrar em conflitos entre normas de conduta legais e não-legais. Na prática, esse conceito de conflito remete àquele operante entre normas de sistemas ou áreas culturais diferentes.

### Estatística na delinquência

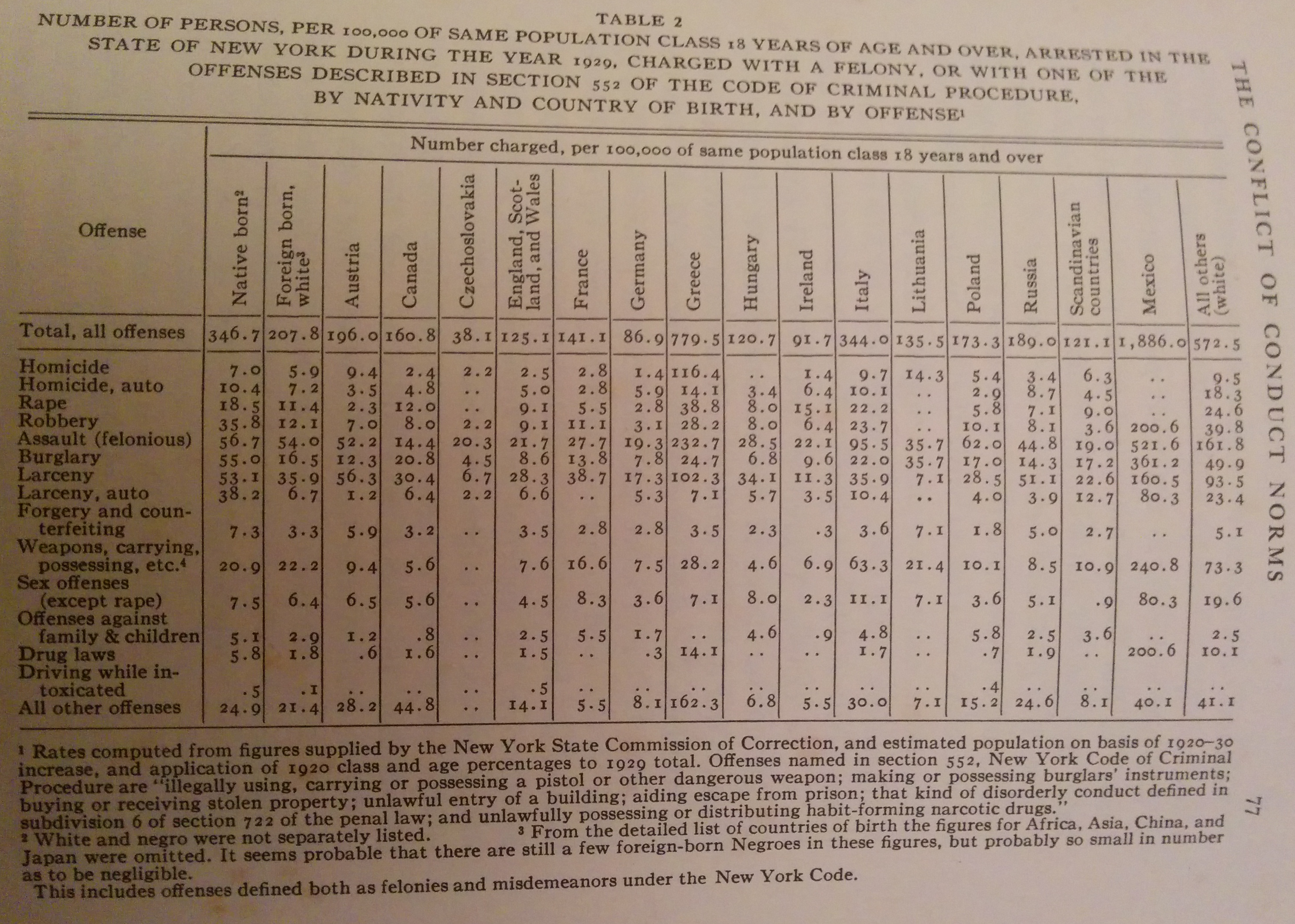
Número de delinquentes por 100.000 habitantes em Nova Iorque, por nacionalidade.

Em Delinquência em uma coorte de nascimentos (1972), obra conjunta de  Thorsten Sellin, Marvin Wolfgang e Robert Figlio, os autores introduziram uma nova metodologia no estudo da Criminologia. Trata-se da análise das taxas de delinquência de um grupo de pessoas nascidas em um mesmo período. O grupo utilizado para a pesquisa era composto por todos os homens nascidos em 1945 que moraram na cidade de Filadélfia entre o nascimento ou, no máximo, os 10 anos até os 18 anos de idade. Eram aproximadamente 10.000 homens, dos quais foram coletados todos os dados disponíveis, como histórico escolar, registros policiais, condenações criminais, etc. A utilização de dados oficiais é motivo de algumas críticas, pelas quais se questiona a confiabilidade do estudo.
Dois tipos de análise são feitas: na análise descritiva, foram procuradas relações entre dados como cor da pele, classe socioeconômica e nível de QI e a probabilidade de o indivíduo ser processado criminalmente. Além disso, foi analisada a porcentagem de reincidentes e primários entre os diferentes grupos. Os reincidentes são classificados em criminosos crônicos (4 ou mais crimes) e não crônicos (menos de 4 crimes). É utilizada também uma escala do grau de seriedade dos crimes praticados. Já ná análise temporal, foi feita uma classificação dos crimes, dividindo-os em tipos. A partir disso, os autores analisaram as repetições dos tipos de crime por cada delinquente, a probabilidade de voltar a cometer um delito de acordo com o tipo de crime praticado anteriormente. Além disso, foram analisadas também outras questões, incluindo o cometimento de crimes de acordo com a idade do indivíduo e o espaço de tempo entre os crimes praticados.
Os dados revelaram os principais fatores que elevam a probabilidade de ser processado criminalmente. O mais importante deles é ser não-branco. Além desse, são relevantes também os seguintes: pertencer a classe socioeconômica baixa, ser reincidente e cometer um crime de um elevado grau de seriedade. Por fim, os autores concluem que o sistema de justiça juvenil é ineficaz, uma vez que não se percebe diferença no comportamento dos indivíduos submetidos a ele.

### O sistema penal e sua relação com a escravidão
A escravidão e o sistema penal (1976) é um tratado histórico baseado em diversos documentos históricos da Antiguidade, da Idade Média e da Idade Moderna que relaciona os sistemas penais dos Séculos XIX e XX às punições impostas a escravos no decorrer da história. Apesar de não ser possível dizer que todas as sanções penais derivam diretamente das punições aplicadas aos escravos, já que é perceptível a presença da criminalidade e das punições também em sociedades que não tem um histórico de práticas escravagistas, é possível atribuir a origem de várias sanções modernas às relações entre senhores e escravos e analisar as práticas de controle social que foram perpetuadas mesmo com o fim da escravidão.
Sellin não se limita em seu trabalho a analisar unicamente um determinado modelo de escravidão, e por isso abstrai dos diversos sistemas apenas o cerne das relações que caracterizam a escravidão, considerando assim em sua análise apenas a existência de uma classe de homens que tem liberdade e outra classe de homens que tem menos liberdade. Nas relações entre essas classes, sanções são utilizadas como um meio de controle social, sendo progressivamente endurecidas por causa da fraqueza da classe subordinada e do descaso da classe dominante. Com a diminuição do número de escravos na sociedade e o aumento do número de cidadãos livres, as sanções anteriormente impostas aos escravos começam a ser gradualmente impostas aos cidadãos de classes econômicas inferiores, ainda com o propósito de exercer um controle social, e depois aos demais entes da sociedade, fornecendo uma das bases para o direito penal dos Séculos XIX e XX.
Um exemplo de instituto penal cujas origens remontam à escravidão é o sistema do convict lease nos Estados Unidos, aplicado amplamente após o fim da Guerra Civil Americana. No convict lease, o governo fornecia, por um preço inferior ao do mercado, os serviços dos prisioneiros a plantations e a outros tipos de produção que precisassem de mão-de-obra, reduzindo assim os prisioneiros a uma condição análoga à da escravidão para que o mercado não perdesse parte de sua força de trabalho e para que o governo pudesse reduzir os prejuízos que tinha com os prisioneiros. Para Sellin, o único propósito do convict lease “era o lucro financeiro aos locatários dos serviços que exploravam ao máximo o trabalho dos prisioneiros, e ao governo que alugava os serviços dos prisioneiros aos locatários”, o que evidenciava a influência das exigências do mercado de trabalho na formação do direito penal.

## Lista de Obras
- Research Memorandum on Crime in the Depression (1937)
- Culture Conflict and Crime (1938)
- War and Crime: a research memorandum (1942)
- The Annals of the American Academy of Political and Social Science (1943)
- Some Current Issues in Penal Treatment (1950)
- The significance of records of crime (1951)
- The Protective Code: A Swedish Proposal (1957)
- The death penalty: A report for the Model penal code project of the American Law Institute (1959)
- Constructing an index of delinquency: A manual (1963)
- Systems of reporting "crimes known to the police" in select foreign countries (1967)
- Delinquency in a Birth Cohort (1972)
- The Criminality of Youth (1975)
- Slavery and the Penal System (1976)